# Acacia randelliana
Acacia randelliana é uma espécie de leguminosa do gênero Acacia, pertencente à família Fabaceae.